# Пергубское общество
Пергубское общество — сельское общество, входившее в состав Шунгской волости Повенецкого уезда Олонецкой губернии.
Общество объединяло населённые пункты, расположенные возле деревни Пергуба, на реках Лумбуша, Пиндуша и на территориях, прилегающих к Большой губе Онежского озера.
В настоящее время территория общества относится к Медвежьегорскому район Карелии.
Согласно «Списку населённых мест Олонецкой губернии по сведениям за 1905 год» общество состояло из следующих населённых пунктов:
| Номер по порядку | Название населённого пункта      | Название реки или озера, на котором расположено поселение | Расстояние до уездного города в верстах |
| 4434             | 1. Верховье (Лумбуша)            | Реке Лумбуше                                              | 18,75                                   |
| 4435             | 2. Брюхово                       | Реке Лумбуше                                              | 18                                      |
| 4436             | 3. Красильникова                 | реке Лумбуше и при ручье                                  | 17,5                                    |
| 4437             | 4. Чванова                       | реке Лумбуше и при ручье                                  | 17,5                                    |
| 4438             | 5. Пиндуша (Подгорье)            | Реке Пиндуше                                              | 16                                      |
| 4439             | 6. Пиндуша (Верхняя)             | Реке Пиндуше                                              | 15                                      |
| 4440             | 7. Салма (За Онегом)             | Прол. Онежского оз.                                       | 18                                      |
| 4441             | 8. Кумсогуба                     | Онежском Озере                                            | 20                                      |
| 4442             | 9. Пергуба                       | Онежском Озере                                            | 35                                      |
| 4443             | 10. Меньшая губа                 | Онежском Озере                                            | 35                                      |
| 4444             | 11. Виги-наволок (Усов-наволок)  | Онежском Озере                                            | 24                                      |
| 4445             | 12. Лобский песок (Лобская гора) | Озере Лобском                                             | 40                                      |
| 4446             | 13. Лавас-губа                   | Онежском Озере                                            | 30                                      |
| 4447             | 14. Матвеева-гора                | Колодце и ручье                                           | 28                                      |